# (4420) Alandreev
(4420) Alandreev est un astéroïde de la ceinture principale découvert le 1er août 1936 à Simeis par l'astronome Grigoriy N. Neujmin.

## Caractéristiques
Sa distance minimale d'intersection de l'orbite terrestre est de 0,809 510 ua.